# Shaquille O'Neal
Shaquille Rashaun O’Neal (* 6. března 1972, Newark, New Jersey, USA) přezdívaný Shaq nebo Diesel je bývalý americký basketbalista. Měří 216 cm a váží 147 kg. S touto váhou je dodnes nejtěžší hráč celé NBA. Za celou svou kariéru své dispozice využíval při hře pod košem. Po odchodu Linsdeyho Huntera (5. května 2010) se stal nejstarším aktivním hráčem v NBA. 2. června 2011 oznámil ukončení své 19leté profesionální kariéry v NBA.

## Začátek kariéry
Před startem v NBA hrál za LSU (Louisiana State University). Draftován byl v roce 1992 týmem Orlando Magic jako celkově první volba draftu. Prakticky okamžitě se stal jedním z nejlepších pivotů v lize a tak si na konci sezóny odnesl trofej pro nováčka roku. V sezóně 1994–1995 prokázal své schopnosti a dovedl svůj tým do finále, kde však jeho tým podlehl Houstonu.

## Cesta na vrchol
Po čtyřech sezónách v Orlandu podepsal jako volný hráč smlouvu s Los Angeles Lakers. V tomto týmu vznikla jedna z nejlepší souher své doby. Kobe Bryant a Shaquille O´Neal (Kobe a Shaq) vytvořili neporazitelnou dvojici, která dovedla Lakers ke třem titulům v řadě v letech 2000-2002. V roce 2000 O´Neal získal MVP award (cena pro nejužitečnějšího hráče sezony) a v mistrovských letech byl pokaždé vyhlášen Finals MVP (nejužitečnější hráč ve finálové sérii). Po této úspěšné éře se O´Neal rozhodl odejít z Lakers a přestoupil do týmu Miami Heat. S tímto týmem získal v roce 2006 prsten pro vítěze NBA, jeho už čtvrtý.

## Zpět k normálu
Od mistrovského titulu v roce 2006 už O´Neal nehrál jako dřív a tak byl rok a půl po titulu s Miami vyměněn do Phoenixu Suns. Po roce a půl u Suns byl O´Neal znovu vyměněn do Clevelandu Cavaliers k Lebronu Jamesovi. Tito dva měli Cavaliers dotáhnout k titulu, ale to se jim nepodařilo, a tak vedení Cavs neprojevilo o O´Neala zájem, a tak s ním podepsali jako s volným hráčem Boston Celtics, se kterými chtěl konečně získat svůj pátý prsten. Ani v Bostonu se však nevrátil do bývalé formy a po nepříliš podařené sezóně, sužován mnoha zraněními, se Shaquille rozhodl 2. června 2011 ukončit profesionální kariéru. Tímto dnem neskončila jen obrovská sportovní hvězda, ale také člověk, který NBA posunul na úplně jinou úroveň a díky svému osobitému vystupování přitahoval fanoušky jako magnet.

## Rekordy a ocenění
Shaquillova dlouhá kariéra zahrnuje 99-00 MVP award, 92-93 rookie award (nováček roku), 15 účastí v All-Star game, 3 All-Star game MVP award (nejlepší hráč All-Star game) 00-02 finals MVP award (nejlepší hráč ve finále). O´Neal je mezi třemi hráči, kteří kdy dokázali v jedné sezoně získat MVP, Finals MVP a All-Star game MVP. Dalšími dvěma byli Michael Jordan a Willis Reed.

## Zajímavosti
- V roce 1993 začal svou kariéru v rapu. Vydal pět alb.
- Miluje jízdu na autodromu a v motokárách.
- Hrál v mnoha filmech mj. Kazaam (hlavní role džina) nebo Scary Movie 4. Velmi také stál o roli ve filmu X-Men 2, jeho požadavek byl však odmítnut tvůrci.
- Jedno z jeho přání je setkat se aspoň na půl minuty s ex-prezidentem Obamou.[2]
- Investor eSport týmu NRG (NRG tým je znám zvlášť kvůli hře Overwatch).